# Robert Změlík
Robert Změlík (Prostějov, 18 april 1969) is een voormalig Tsjecho-Slowaaks en (na de opdeling in 1993) Tsjechisch atleet die gespecialiseerd was in de meerkamp. Hij nam tweemaal deel aan de Olympische Spelen, waarbij hij eenmaal olympisch kampioen op de tienkamp werd. Indoor werd hij wereldkampioen op de zevenkamp. Getuige zijn Tsjecho-Slowaakse indoortitels is hij ook een goed verspringer en hordeloper.

## Biografie

### Jeugd
Robert Změlík behaalde zijn eerste internationale succes in 1988 door op het WK voor junioren in het Canadese Sudbury een zilveren medaille te behalen op de tienkamp. Met 7659 punten eindigde hij achter de West-Duitser Michael Kohnle (goud), maar voor de Sovjet-Rus Eduard Hämäläinen (brons).

### Senioren
Op de EK in 1990 werd hij vierde met 8249 punten en op het WK van 1991 in Tokio bewees hij met 8379 punten en een vierde plaats bij de wereldtop te behoren.
Op de Olympische Spelen van 1992 behaalde Robert Změlík het grootste succes van zijn atletiekcarrière door met een puntenaantal van 8611 olympisch kampioen te worden op de tienkamp. Zijn sterkste onderdelen waren het verspringen en de 110 m horden.
Na het olympische jaar kon Změlík geen grote internationale medailles meer aan zijn palmares toevoegen. Zijn beste klassering leverde hij nog met een zevende plaats op de Olympische Spelen van 1996 in Atlanta met 8422 punten. Bij deze wedstrijd was hij niet de beste Tsjech. Dit was zijn landgenoot Tomáš Dvořák, die derde werd.

## Titels
- Olympisch kampioen tienkamp - 1992
- Wereldindoorkampioen zevenkamp - 1997
- Tsjecho-Slowaaks indoorkampioen 60 m horden - 1991
- Tsjecho-Slowaaks indoorkampioen verspringen - 1989, 1991

## Persoonlijke records
Outdoor
| Onderdeel            | Prestatie | Datum            | Plaats    |
| -------------------- | --------- | ---------------- | --------- |
| 100 m                | 10,78 s   | 19 augustus 1993 | Stuttgart |
| 400 m                | 49,39 s   | 5 augustus 1997  | Athene    |
| 1500 m               | 4.21,24   | 30 augustus 1991 | Tokio     |
| 110 m horden         | 14,07 s   | 30 augustus 1991 | Tokio     |
| hoogspringen         | 2,00 m    | 29 augustus 1991 | Tokio     |
| polsstokhoogspringen | 5,00 m    | 30 augustus 1991 | Tokio     |
| verspringen          | 7,84 m    | 29 augustus 1991 | Tokio     |
| kogelstoten          | 14,38 m   | 5 augustus 1997  | Athene    |
| discuswerpen         | 45,72 m   | 6 augustus 1997  | Athene    |
| speerwerpen          | 61,59 m   | 2 september 2006 | Opava     |
| tienkamp             | 8627 p    | 31 mei 1992      | Götzis    |

Indoor
| Onderdeel            | Prestatie | Datum         | Plaats  |
| -------------------- | --------- | ------------- | ------- |
| 60 m                 | 6,96 s    | 13 maart 1993 | Toronto |
| 1000 m               | 2.42,41   | 9 maart 1997  | Parijs  |
| 60 m horden          | 7,88 s    | 9 maart 1997  | Parijs  |
| hoogspringen         | 2,01 m    | 8 maart 1997  | Parijs  |
| polsstokhoogspringen | 5,20 m    | 9 maart 1997  | Parijs  |
| verspringen          | 7,83 m    | 8 maart 1991  | Sevilla |
| kogelstoten          | 14,51 m   | 8 maart 1997  | Parijs  |
| zevenkamp            | 6228 p    | 9 maart 1997  | Parijs  |

## Palmares

### verspringen
- 1991: 6e WK indoor - 7,83 m

### zevenkamp
- 1992:  EK indoor - 6118 p
- 1993: DNF WK indoor
- 1997:  WK indoor - 6228 p

### tienkamp
- 1988:  WK junioren - 7659 p
- 1990: 4e EK - 8249 p
- 1991: 4e WK - 8379 p
- 1992:  OS - 8611 p
- 1993: DNF WK
- 1995: 14e WK - 7963 p
- 1996: 7e OS - 8422 p
- 1997: DNF WK